# Civilització d'Ahar
La civilització d'Ahar fou una civilització que va existir a Mewar a l'Índia (al Rajasthan) vers el 2500 aC-1800 aC.En modernes excavacions s'ha trobat un recinte emmurallat de rajoles i fang comparable a les ciutadelles de la civilització d'Harappa o Mohenjodaro, que ocupava uns 500 metres quadrats. L'excavació és propera a Balathal a tocar d'Udaipur (Rajasthan). Aquest poble, els ahars, va viure encara a la regió fins a una data propera al 1800 aC. Eren camperols però van construir una fortalesa per causes desconegudes. Unes excavacions van posar a la llum cinc esquelets d'entre 2000 aC i 1800 aC del calcolític, cosa estranya, ja que els ahars se suposa que cremaven als seus morts mentre a Harappa se'ls enterrava. S'ha establert però que les dues cultures foren diferents encara que contemporànies i relacionades; Harappa podria haver ajudat a la civilització d'Ahar a descloure. Troballes d'aquesta cultura s'han fet a Udaipur (Rajasthan), Chittorgarh, Dungarpur, Bhilwara, Rajsamand, Bundi (ciutat), Tonk (ciutat), i Ajmer (un total de 90 excavacions). Les primeres excavacions les va fer R.C. Aggarwal, antic director d'arqueologia del Rajasthan, a la vila d'Ahar al costat d'Udaipur vers el 1955; després es va excavar a Gilund a Rajsamand. El 1994 es van fer les excavacions a Balathal; el 2000 es va excavar a Ojiyana i Bhilwara.